# پشت تنگ خوشاب
پشت تنگ خوشاب، روستایی از توابع بخش مرکزی شهرستان پل‌دختر در استان لرستان ایران است.

## جمعیت
این روستا در دهستان میانکوه غربی قرار دارد و براساس سرشماری مرکز آمار ایران در سال ۱۳۸۵، جمعیت آن ۱۶ نفر (۶خانوار) بوده‌است.